# Médecine quantique
La médecine quantique est une pseudo-médecine reposant sur l'idée proposée par Fritz-Albert Popp en 1970 selon laquelle les cellules communiquent par signaux électromagnétiques, la biorésonance, concept pseudo-scientifique. Elle est une descendante du mysticisme quantique.
La médecine quantique ne repose sur aucune base scientifique sérieuse, et est accusée d'abuser le public en reprenant la terminologie intimidante de la physique quantique pour l'appliquer à la médecine d'une manière décrite comme fantaisiste,.

## Historique
Très tôt, l'aspect révolutionnaire de la théorie quantique a suscité de nombreux fantasmes et interprétations mystiques résumées sous l'expression « Mysticisme quantique », y compris chez certains physiciens eux-mêmes, comme Erwin Schrödinger qui développe une pensée philosophique proche du védanta sur la fin de sa vie (comme Fritjof Capra intéressé par les religions orientales), persuadé de pouvoir trouver un pont entre mysticisme et physique quantique. C'est donc très naturellement que le mouvement hippie, déjà féru de mystiques cosmiques et de religions asiatiques, s'est lui aussi emparé de la portée poétique de la physique quantique à la fin des années 60, avec pour source principale Le Tao de la physique de Fritjof Capra.
La médecine quantique est née des idées du biophysicien Fritz-Albert Popp en 1970. Selon lui, les cellules des organismes vivants communiqueraient non seulement par des signaux chimiques mais surtout par des signaux électromagnétiques. D'après Popp, les biophotons seraient à l'origine même de la dynamique des mécanismes biochimiques. Les cellules cérébrales communiqueraient donc entre elles par des flashs de lumière, et les cellules cancéreuses pourraient être reconnues par les perturbations de cette communication.
Mais l'ouvrage qui lance réellement la médecine quantique comme pratique à la mode est le best-seller Le Corps quantique. Trouver la santé aux confins du corps et de l’esprit (1989) de l’endocrinologue indo-américain Deepak Chopra, qui suggère que le corps est une unité vibratoire, dont le déséquilibre ondulaire provoquerait les maladies (c'est donc une justification « quantique » de la « médecine énergétique », elle-même vaguement inspirée de la médecine chinoise et ayurvédique). Le praticien est alors censé aider à « rééquilibrer les énergies » du patient à l'aide de tout un vocabulaire faussement savant (« bio-photons », « biofeedback », ondes électromagnétiques…). Contrairement à Capra ou Popp, Chopra n'avait aucune formation en physique, et son usage des concepts quantiques est extrêmement superficiel : interrogé sur ses emprunts maladroits à la physique quantique, Deepak Chopra reconnaîtra même en 2013 qu’il y voyait « juste une métaphore ». Cela ne l'a pas empêché de multiplier les ouvrages, dont certains best-sellers, notamment en 1993 Ageless Body, Timeless Mind, qui se vend à plus de deux millions d’exemplaires à travers le monde et dans lequel il développe des thèses fantaisistes sur le renversement du processus de vieillissement, l’immortalité par l’adoption d’une « vision quantique du monde ». En 1998, Deepak Chopra a reçu le prix Ig Nobel, une parodie satirique de Prix Nobel, dans la catégorie des sciences physiques, pour « son interprétation unique de la physique quantique, telle qu’elle s’applique à la vie, la liberté et la recherche de la prospérité économique ».
Plusieurs disciplines dérivées sont rapidement nées dans le sillage de la médecine quantique (acupuncture quantique, sophrologie quantique, etc.), sans toujours survivre à leur inventeur.

« Ce qui plaît, c’est le mot, qui fait à la fois mystérieux et scientifique. “Hypnose”, c’est pas mal, mais, avec “hypnose quantique”, on donne l’impression d’aller beaucoup plus loin ! »

— Romy Sauvayre, sociologue des croyances au CNRS.

« Le côté “quantique” […] fait sérieux et mystérieux à la fois, donc ça permet de mieux vendre […]. Ils jouent sur le fait que pour le grand public, la quantique semble enrobée de mystère, alors qu’en fait c’est très bien compris scientifiquement. »

— Julien Bobroff, physicien spécialiste de la physique quantique à l’université Paris-Saclay.
Cette mode a surtout dominé au tournant des années 1980-1990, avant d'être supplantée sur le marché des pseudo-médecines par une nouvelle vague moins technophile et plus spiritualiste voire folklorique, fondée sur les notions de bien-être et de développement personnel.
Un des derniers tenants actuels de cette méthode en France est Alain Lambin-Dostromon, qui auto-publie ses ouvrages dans sa maison d'éditions spécialisée, les « Éditions anthropocosmiques », mais il existe un certain nombre de praticiens auto-proclamés, qui affirment parfois « soigner le mal avant même que les symptômes n'apparaissent », dont certains utilisent les méthodes promues par le site Physioquanta, créé en 2005 par un certain Guillaume Moreau, et qui a été mis en demeure par l’Agence nationale de sécurité du médicament et des produits de santé (ANSM) pour fausses déclarations médicales.

## Critique scientifique
La médecine quantique est généralement dénoncée comme ne résistant pas à l'analyse scientifique.
Selon le docteur Serge Blisko, président de la Mission interministérielle de vigilance et de lutte contre les dérives sectaires (Miviludes), il n’existe « aucun médecin ou médicament quantique digne de ce nom. […] Des faux praticiens ont lancé ce concept, mais personne n’a été fichu de dire ce que c’était. C’est une vaste fumisterie. Mon point de vue, en tant que président de la Miviludes et médecin, c’est que ce sont des mots qui ne veulent rien dire ».
Un chercheur de l’université de Montréal dénonce « l’exploitation de concepts empruntés à la physique et aux mathématiques sans égard à leur signification et dans des contextes où ils n’ont aucune pertinence ».
Pour Claude Aslangul, qui parle de « fatras verbal » et « mur d'inepties », l’expression même de « médecine quantique » est « comme une absurdité car elle associe deux mots relatifs à deux disciplines utilisant des méthodologies inévitablement et radicalement différentes car poursuivant des objectifs n’ayant rien en commun. » Il souligne l’absence de définition de ce que serait la médecine quantique, et l’impossibilité d'argumenter face à une « pensée totalement vide ». Les différentes récupérations du vocabulaire de physique quantique appliqué à d'autres domaines reviennent, pour ce physicien, « à des impostures intellectuelles et exploitent la naïveté, la candeur et l’incrédulité de publics — ou pire, le désarroi de patients quand il n’est pas détresse — n’ayant pas eu la possibilité d’acquérir les connaissances leur permettant de récuser des discours n’ayant ni queue ni tête ».
Pour les physiciens, il est ainsi impossible de transposer la physique de l’infiniment petit à « l’organisme humain dans sa globalité et sa complexité qu’il serait illusoire et vain de vouloir réduire à un ensemble de mécanismes élémentaires. […] Quand vous mettez plein d’atomes ensemble, les niveaux quantiques vont diminuant. À l’échelle humaine, les niveaux quantiques vont être tellement serrés qu’il n’y a plus d’effet » selon Julien Bobroff, physicien et professeur à l’université Paris-Saclay.
En utilisant les concepts quantiques d'une manière ésotérique (incertitude de Heisenberg, « dualité » onde-corpuscule), on abuserait aisément du public, généralement peu formé à ces sujets, par l'emploi d'un vocabulaire pseudo-scientifique. Ainsi, le lexique énergétique et quantique utilisé comprend de nombreux mots qui sont séduisants par la connotation qu'ils transportent : « champ d'énergie », « interférences », « blocages », « flux », « effet tunnel », « onde », « résonance », mais qui ne sont pas fidèles aux descriptions correspondantes de notions empruntées à la physique.
Étant donné l'absence de faits précisément décrits et d'expériences scientifiques reproductibles, la médecine quantique est considérée par la science conventionnelle comme une pseudo-médecine.
Contrairement à d'autres, cette pseudo-médecine n'est cependant pas considérée comme dangereuse puisqu'aucune intervention médicale n'est faite sur le patient (il est simplement relié à un ordinateur par des électrodes fantaisistes) : ainsi Serge Blisko de la MIVILUDES considère « Nous n’avons pas un rôle de censure. Si des gens veulent professer la médecine quantique et que des adultes paient très cher une consultation, on ne peut pas l’empêcher ».

## Risques pour la santé
D’un point de vue médical, la « médecine quantique » ne dépasse pas l’effet placebo. Le « soin quantique » se limite généralement à l'imposition des mains, à l'usage d'appareils électroniques à faible puissance (aimants, champs magnétiques) ou de pierres (lithothérapie), l'essentiel sans aucune conséquence sur la santé.
Toutefois un risque existe concernant l'emprise psychologique des thérapeutes (comme pour la plupart des pseudo-médecines), qui peuvent subjuguer leur patient au point de leur faire dépenser des fortunes dans des traitements illusoires pour des maladies imaginaires, ou — plus grave — les inciter à soigner une maladie grave exclusivement par leur intermédiaire, retardant d'autant la prise en charge réelle et condamnant dans certains cas un patient qui aurait facilement guéri avec des soins adaptés.
En conséquence, ces offres thérapeutiques suscitent l’extrême vigilance, notamment, de la direction générale de la concurrence, de la consommation et de la répression des fraudes. D'après une enquête du Monde, « en 2019, un masseur-kinésithérapeute promouvant la « thérapie quantique intégrative » a ainsi été condamné par l’ordre national des masseurs-kinésithérapeutes, après appel, à trois mois d’interdiction d’exercice (dont un mois et demi avec sursis) pour avoir fait la promotion sans réserve d’une « nouvelle pratique insuffisamment éprouvée » et manqué à son obligation de prudence. William Nelson, un Américain qui vend des appareils de « biofeedback » dont les prix peuvent aller jusqu’à 17 000 euros l’unité, s’est, lui, réfugié en Hongrie depuis sa condamnation aux États-Unis pour tromperie médicale ».

## Cosmétique quantique
L'argument « quantique » est parfois aussi retrouvé dans des produits cosmétiques, afin d'impressionner les consommateurs par un vocabulaire faussement scientifique. Début 2024, la marque Guerlain a ainsi commercialisé une crème hydratante à 650 euros les 50 millilitres, assurant que celle-ci permettait de « restaurer la lumière quantique d’une cellule jeune à l’échelle de l’infiniment petit pour amplifier la réjuvénation visible de la peau ». Face à l'absence totale de sens d'un tel propos, de nombreux physiciens se sont insurgés contre la récupération de leur lexique à des fins trompeuses, et le parfumeur a fait l'objet d'un sévère « bad buzz » sur internet. L’Autorité de régulation de la publicité a également dit s'être saisie du dossier.